# Richard C. Sarafian
Richard C. Sarafian (28 de abril de 1930 - 18 de septiembre de 2013) fue un director de cine y televisión. Ha compilado una versátil carrera que ha durado más de cinco décadas como director, actor y escritor. Es también el director de la película Vanishing Point (1971). Es el padre del actor Richard Sarafian Jr., el guionista Tedi Sarafian, el experto en efectos especiales Damon B. Sarafian, y el actor / director Deran Sarafian.

## Filmografía (parcial)
- Maverick (1961 - serie de TV)
- Surfside 6 (1961 - serie de TV)
- Dr. Kildare (1961 - serie de TV)
- 77 Sunset Strip (1962 - serie de TV)
- The Twilight Zone (1963 - episodio "Living Doll"
- Andy (1965)
- The Big Valley (1965 - serie de TV)
- The Wild Wild West (1965 - serie de TV)
- I Spy (1966 - serie de TV)
- Batman (1966 - serie de TV)
- The Danny Thomas Hour (1967 - serie de TV)
- Shadow on the Land (1968)
- Gunsmoke (1968 - serie de TV)
- Run Wild, Run Free (1969)
- Fragment of Fear (1970 - película; director)
- Vanishing Point (1971)
- Man in the Wilderness (1971)
- The Man Who Loved Cat Dancing (1973)
- Lolly-Madonna XXX (1973)
- The Next Man (1976)
- Sunburn (1979)
- The Golden Moment: An Olympic Love Story (1980)
- Gangster Wars (1981)
- The Bear (1984)
- Eye of the Tiger (1986)
- Zorro (1989) piloto de televisión no emitido.
- Solar Crisis (1990, como Alan Smithee)
- Bound (1996)
- De ladrón a policía (1999, como Tío Lou)